# Tituszki

Grupa tituszków przed siedzibą ukraińskiego rządu

Tituszki (ukr. тітушки, tituszky) − młodzi ludzie opłaceni i przywiezieni na zlecenie ówczesnych ukraińskich władz Wiktora Janukowycza do Kijowa, w celu prowadzenia bójek i starć z działaczami opozycyjnymi skupionymi na Euromajdanie, czynienia prowokacji, bicia demonstrantów, ochraniania budynków rządowych i organizowania wieców poparcia dla partii rządzącej. Część z tych osób do służenia władzy zmuszana była przemocą. Niektórzy w razie niewypłacenia żądanych pieniędzy dopuszczali się dezercji, a czasami także przejścia na stronę opozycji. Opozycyjne milicje ochraniające Majdan wyłapują tituszki usiłujące zakłócać protesty. Prorządowi aktywiści są zwykle publicznie przesłuchiwani celem skompromitowania.
Wynajmowanie chuliganów przez ukraińskich polityków datuje się od 2004 roku, ale nazwa tituszki pochodzi od Wadyma Tituszki, który podczas obchodów Dnia Europy wiosną 2013 roku na oczach milicji pobił dwójkę dziennikarzy. Przed tym zdarzeniem prorządowych bojówkarzy nazywano gopnikami, co może być tłumaczone jako „dresiarze” lub „chuligani”. W kolejnych latach te grupy były wykorzystywane do obstawiania lokali wyborczych, żeby wywierać presję na głosujących. W 2014 roku Tituszko przyznał w telewizyjnym wywiadzie, że za pobicie opozycjonistów otrzymał od władz zapłatę, ale następnie żałował swojego zachowania. Na początku lutego 2014 zadeklarował poparcie dla opozycji na Majdanie.
6 lutego 2014 Parlament Europejski przyjął rezolucję, w której wyraził zaniepokojenie wzrostem przemocy na Ukrainie, wymieniając tituszki jako jedną z grup eskalujących konflikt, obok sił bezpieczeństwa i radykalnych nacjonalistów.